# Panzerbüchse 39
O Panzerbüchse 39, abreviado como PzB 39, (alemão: "fuzil caça-blindados modelo 39") foi um fuzil anti-carro alemão usado na Segunda Guerra Mundial. Foi uma melhoria do fuzil Panzerbüchse 38 (PzB 38).

## Desenvolvimento

### PzB 38

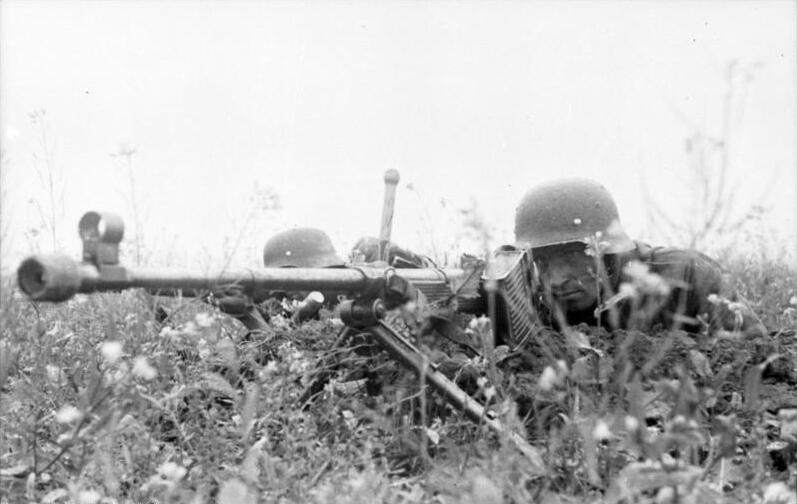
Soldados abrigados com o Panzerbüchse 39 desdobrados na Frente Oriental.

Os fuzis anti-carro alemães se originaram em 1917 com o Mauser 1918 T-Gewehr, o primeiro fuzil antitanque do mundo. Ele foi criado em resposta ao aparecimento dos primeiros tanques britânicos na Frente Ocidental. Esse fuzil operado manualmente e de tiro único teve um sucesso moderado; aproximadamente 15.800 desses fuzis foram construídos.
O desenvolvimento alemão foi retomado no final da década de 1930. Em um esforço para fornecer à infantaria um fuzil antitanque leve e portátil, o Dipl. -Ing. (engenheiro certificado) B. Brauer na fábrica Gustloff Werke em Suhl projetou o Panzerbüchse 38 (PzB 38). Esta era uma arma de tiro único carregada manualmente com um cano de recuo. Quando disparado, o cano recuava cerca 9 cm (3.5 in), o que abriu a culatra e ejetava o estojo do cartucho gasto. O bloco da culatra era então preso na posição traseira, permanecendo aberto para o atirador inserir manualmente um novo cartucho. O atirador então soltava a culatra armada com uma alavanca no punho. A culatra e o cano então avançavam novamente e o gatilho era engatilhado em preparação para disparar. Este mecanismo bastante complicado foi supostamente propenso a interferências à medida que o sistema ficava sujo no uso em campanha.
Embora fabricado com peças de aço prensadas que eram soldadas por pontos, devido ao complicado mecanismo de trancamento vertical da culatra, era difícil de fabricar e apenas um pequeno número de 1.408 fuzis PzB 38 foram construídos em 1939 e 1940 na fábrica de Gustloff Werke; 62 dessas armas foram usadas pelas tropas alemãs na invasão da Polônia em 1939.
O fuzil tinha 161.5 cm (5 ft 3.6 in) de comprimento - 129.5 cm (4 ft 3.0 in) dobrado para transporte - e pesava 15.9 kg (35 lb). Ele usava um cartucho projetado especificamente com um calibre padrão de 7,9 mm, mas com um estojo 94 mm de comprimento muito grande (nominal 7,92×94mm), também conhecido como o "7,92x94 Patronen".

### PzB 39
O próximo desenvolvimento, para o qual a produção foi imediatamente transferida, foi o Panzerbüchse 39 (PzB 39), uma melhoria feita por Gustloff em seu PzB 38. Ele também usou um mecanismo de trancamento de culatra vertical e o mesmo cartucho que o PzB 38. Ele manteve o cano do PzB 38 e teve um comprimento total ligeiramente aumentado de 162.0 cm (5 ft 3.8 in); o peso foi reduzido para 12.6 kg (28 lb). O desempenho foi basicamente o mesmo do PzB 38. Para aumentar a taxa prática de tiro, dois estojos contendo 10 cartuchos cada um poderiam ser anexados aos lados da arma perto da culatra - estes não eram carregadores que alimentavam a arma, mas apenas colocavam os cartuchos mais próximos da mão do atirador. 568 PzB 39 foram usados pelo Exército alemão na invasão da Polônia; dois anos depois, no início da guerra contra a URSS, 25.298 PzB 39 estavam em uso pelas tropas alemãs. A produção total de março de 1940 a novembro de 1941, quando a produção cessou, foi de 39.232 fuzis. O PzB 39 permaneceu em uso até 1944, quando se tornou irremediavelmente inadequado contra todos, exceto os veículos blindados mais leves.

## Variantes

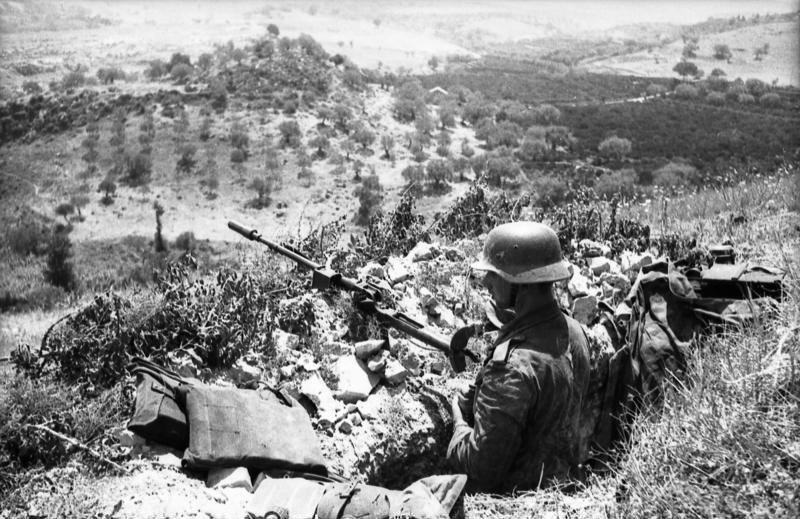
A versão lança-granadas Granatbüchse 39 do PzB 39 na Itália. O cano curto e o copo do lança-granadas montado na boca distinguem esta variante do PzB 39.

A partir de 1942, os fuzis PzB 39 restantes foram reconstruídos com um cano encurtado (590 mm) e um anexo Schiessbecher ("copo de disparo") afixado rosqueado ao cano e usado para lançar granadas de fuzil padrão. O copo era o tipo padrão usado com o onipresente fuzil de infantaria Kar 98k e a munição também era intercambiável; havia três tipos de granadas: uma granada antipessoal, uma granada antitanque leve e uma granada antitanque de grande diâmetro. As granadas eram impulsionadas por um cartucho especial com uma bala de madeira. O fuzil também foi equipado com um arranjo de mira especial para disparar até 150m e a parte dianteira de madeira foi removida. Esses fuzis convertidos receberam a designação Granatbüchse Modell 39 (GrB 39) e permaneceram em uso até o final da guerra.